# Abbaye de Zundert

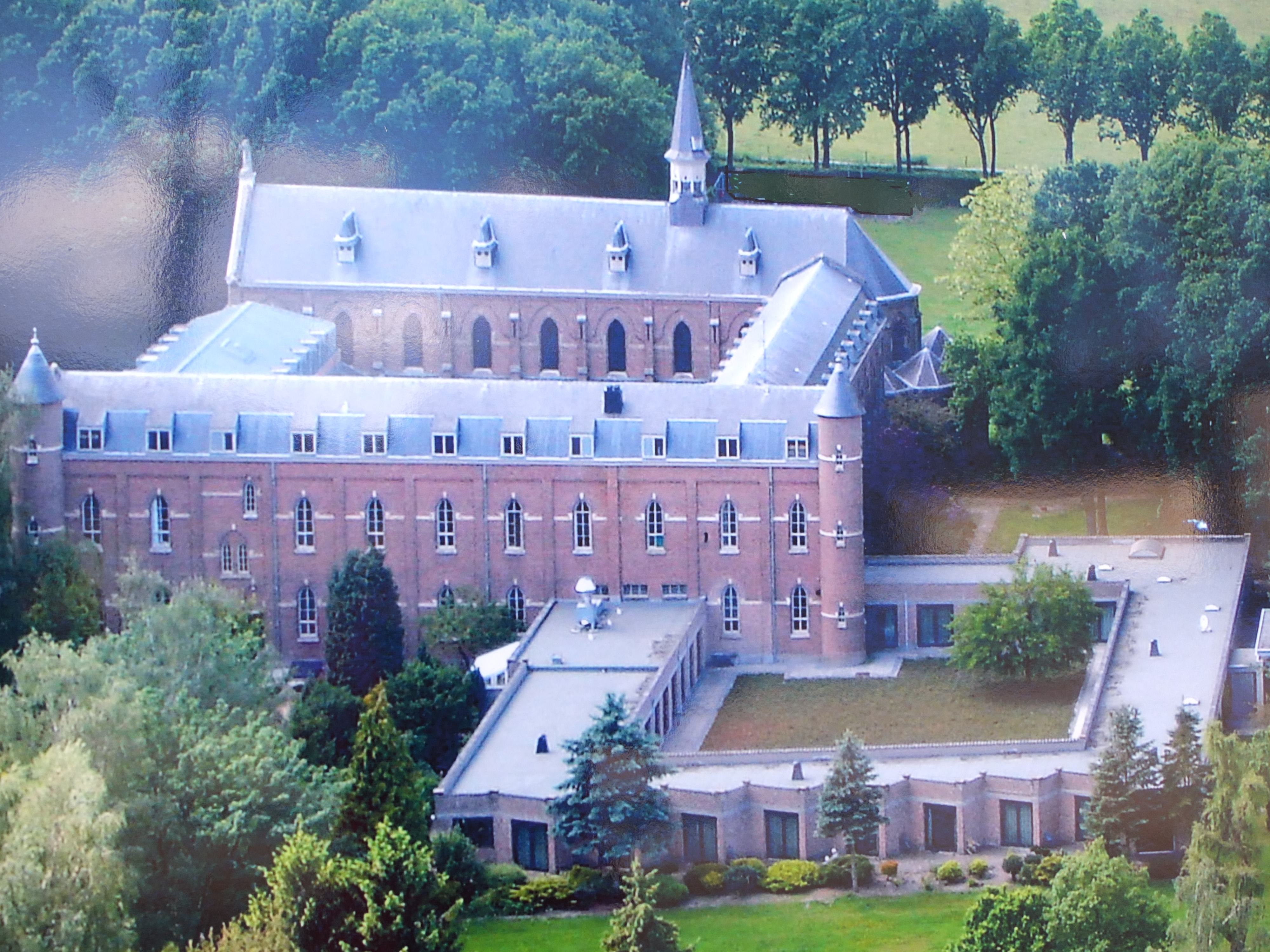
Abbaye Notre-Dame-du-Refuge (Maria-Toevlucht).

L'abbaye Notre-Dame-du-Refuge (lat. Abbatia B. M. de Refugio ; en néerlandais abidj Maria-Toevlucht) est une abbaye de trappistes, sise aux Pays-Bas à Zundert dans le diocèse de Breda. Elle a été fondée en 1900 par Notre-Dame de Koningshoeven, et ferme en septembre 2025.
Elle est aussi connue pour la production d'une bière trappiste entre 2013 et 2025 : la Zundert.

## Histoire

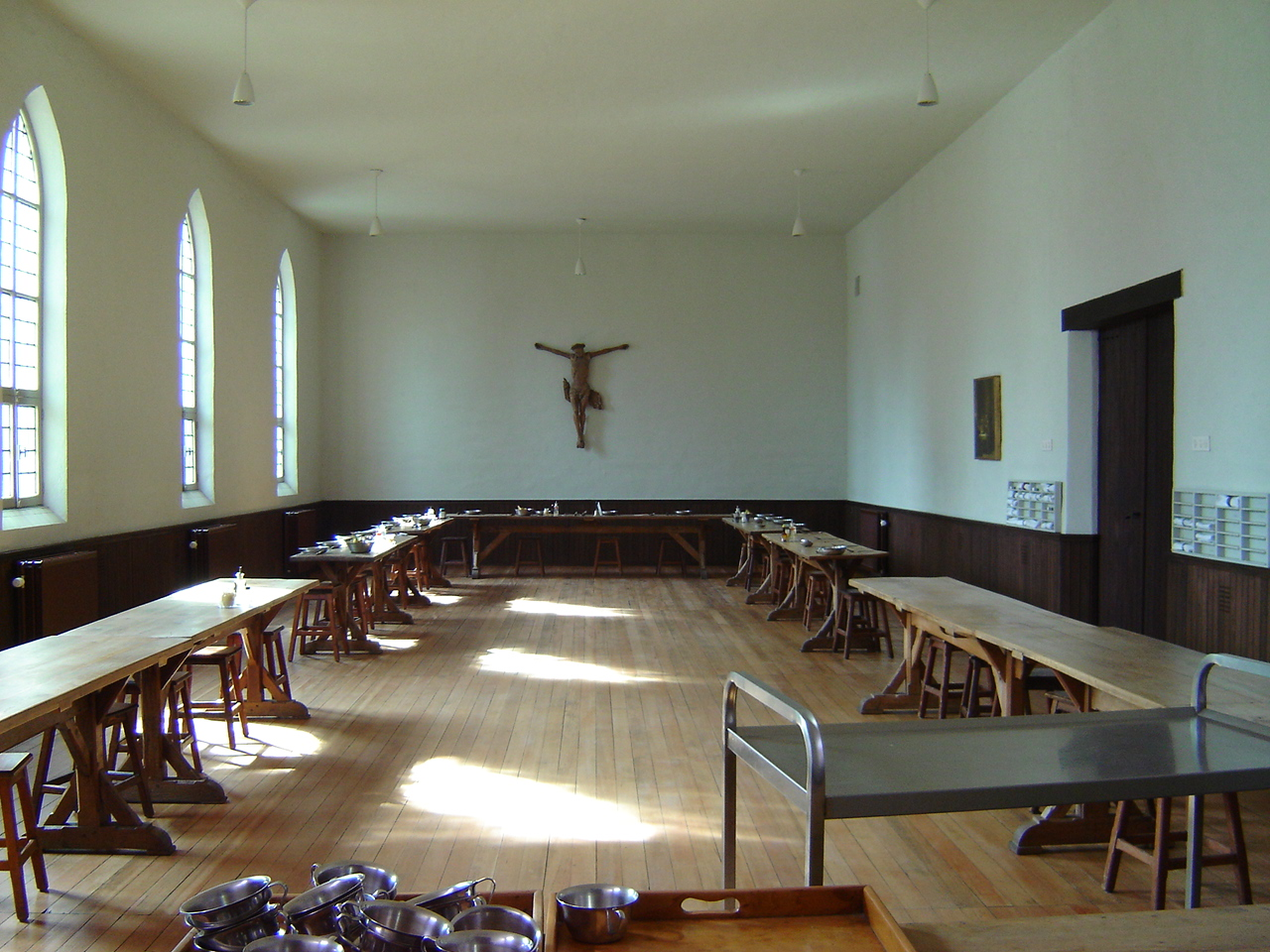
Réfectoire des moines.

L'abbaye Notre-Dame de Koningshoeven reçoit en 1897 un don de terres de la part d'une pieuse donatrice, Anna Catharina van Dongen,. Le père abbé de Koningshoeven, Dom Verbrugger, envoie une douzaine de moines fonder cette communauté à Zundert en 1900, dans l'hypothèse d'accueillir des religieux chassés de France par les lois anticongrégationnistes françaises. Elle est située à la frontière belge. La chapelle provisoire est bénie le 24 mai 1900, jour de l'Ascension. Le 22 juin 1909, les moines doivent quitter le prieuré qui connaît des difficultés à cause des dettes contractées à Tilbourg par Dom Verbrugger. Ils se réfugient en attendant des jours meilleurs à l'abbaye de Westmalle. C'est alors qu'une donatrice, Maria Ullens de Schooten, sauve le prieuré de la destruction et le fait même agrandir avec une nouvelle aile et avec une nouvelle église abbatiale. La communauté attire de plus en plus de jeunes vocations.
Le prieuré est élevé au rang d'abbaye le 14 septembre 1938 avec Dom Nivardus Muis comme premier abbé, qui était aux commandes de la communauté depuis 1906. Dans les années 1950, l'abbaye atteint son pic avec plus de quatre-vingts moines. En 1965, le latin laisse la place au néerlandais comme langue liturgique et le nouveau rite fait son entrée.
En 1975, tous les psaumes sont entièrement traduits en néerlandais et les offices sont dépouillés. Les Pays-Bas connaissent parallèlement une forte crise religieuse et les prêtres ou religieux sont nombreux à quitter l'Église à cette époque. Dom Jeroen Witkam commence aussi à faire pratiquer la méditation zen dans cette communauté, qui cherche son identité dans une période troublée. Les vocations chutent encore plus et s'éteignent même dans les années 1980, si bien qu'à la fin des années 1990, il est décidé de revenir à une discipline de prière plus « cistercienne », alors que la déchristianisation des Pays-Bas s'intensifie.
L'abbaye vit d'abord essentiellement de production extensive laitière, de production maraîchère et d'arbres fruitiers ; mais, en 1998, il est décidé de passer à une agriculture biologique respectueuse de l'environnement. La production laitière cesse après 2007 et l'activité agricole cesse en grande partie en 2009 faute de bras et de rentabilité. L'entretien paysager est confié en 2011 au Natuurmonumenten. Au début du XXIe siècle, Dom Wiro Fagel (2001-2007) fait procéder à la rénovation des bâtiments et notamment de l'hôtellerie, pour accueillir les retraitants (hommes et femmes), qui sont nombreux, dans de bonnes conditions. Depuis 2013, l'abbaye produit une bière trappiste du nom de Zundert de sa brasserie De Kieviet. Il s'agit de la seconde bière trappiste hollandaise après La Trappe de sa maison-mère.
La communauté accueille aujourd'hui une douzaine de moines dans une discipline de silence, de prière et d'étude, tout en menant des travaux agricoles.

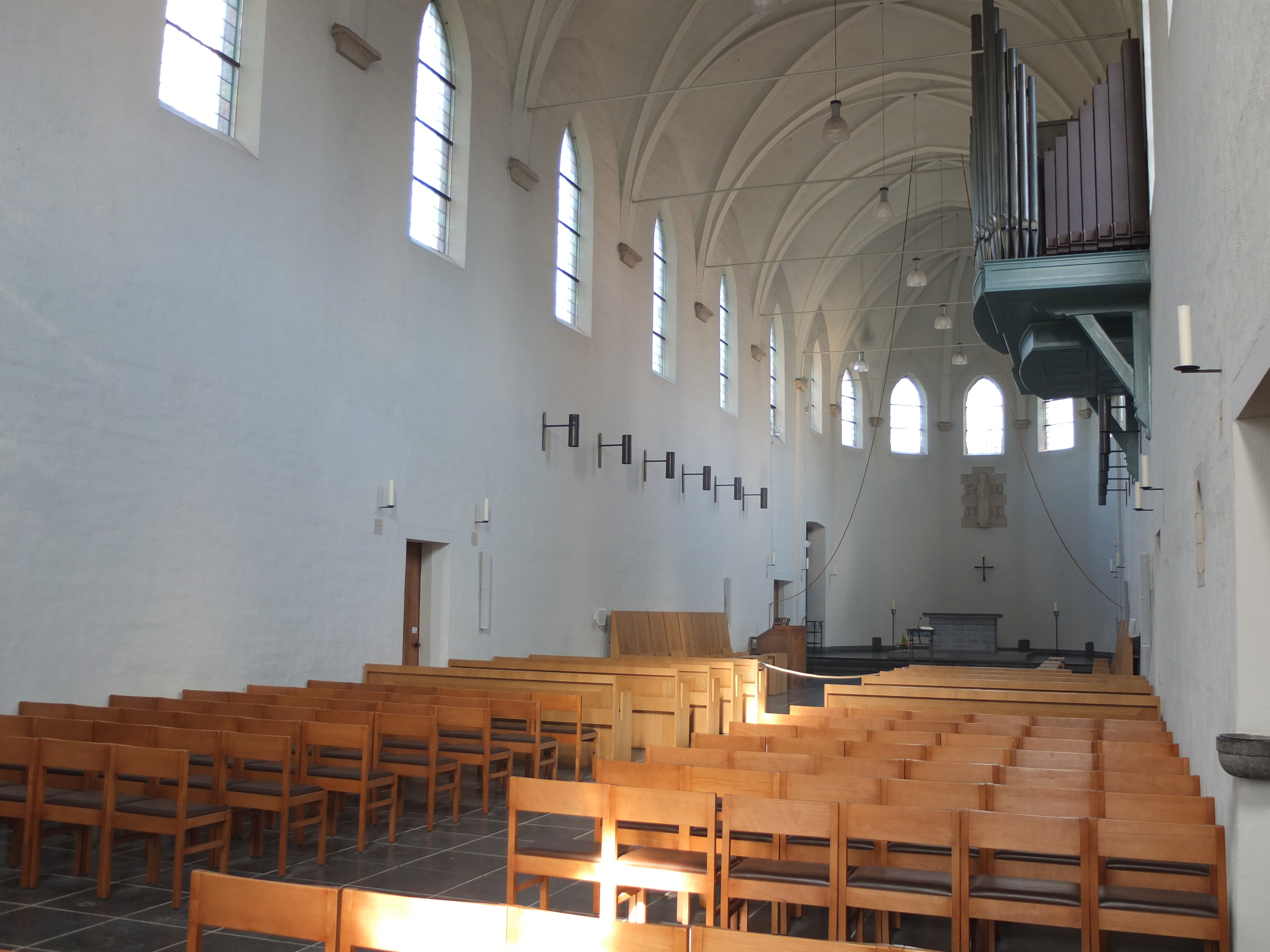
Église abbatiale entièrement dépouillée aujourd'hui.
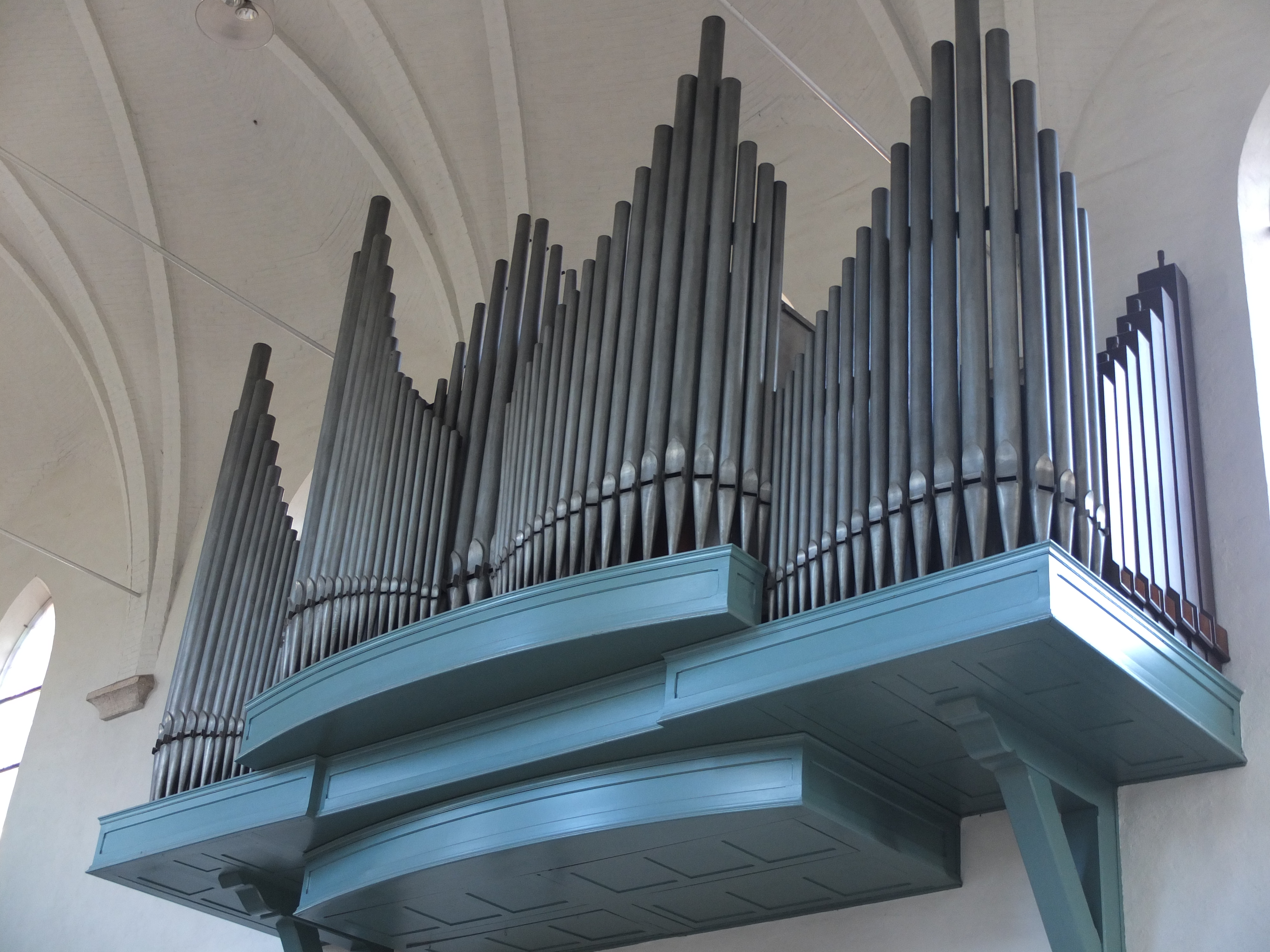
Nouvel orgue moderne.
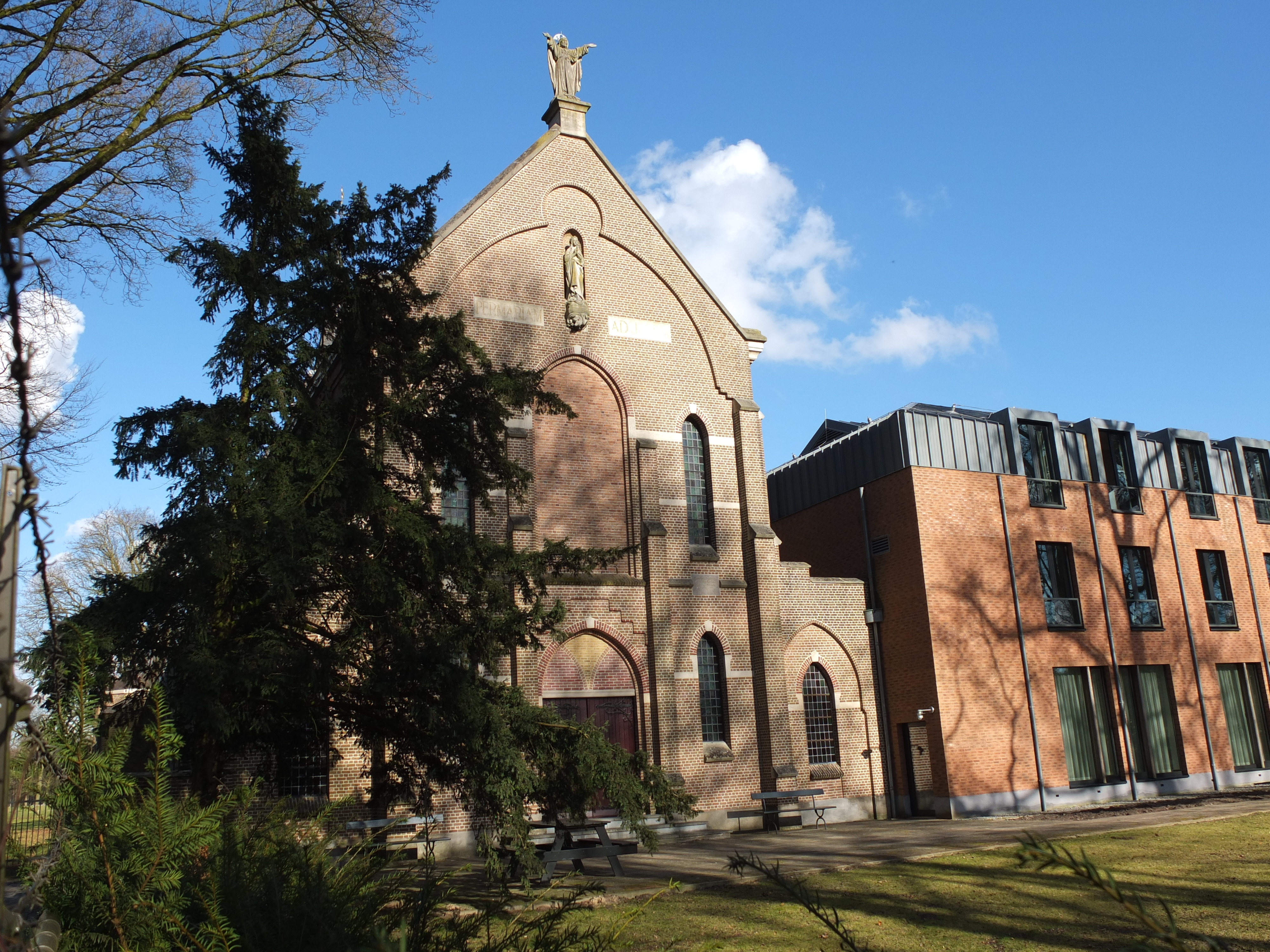
Entrée de l'abbatiale.
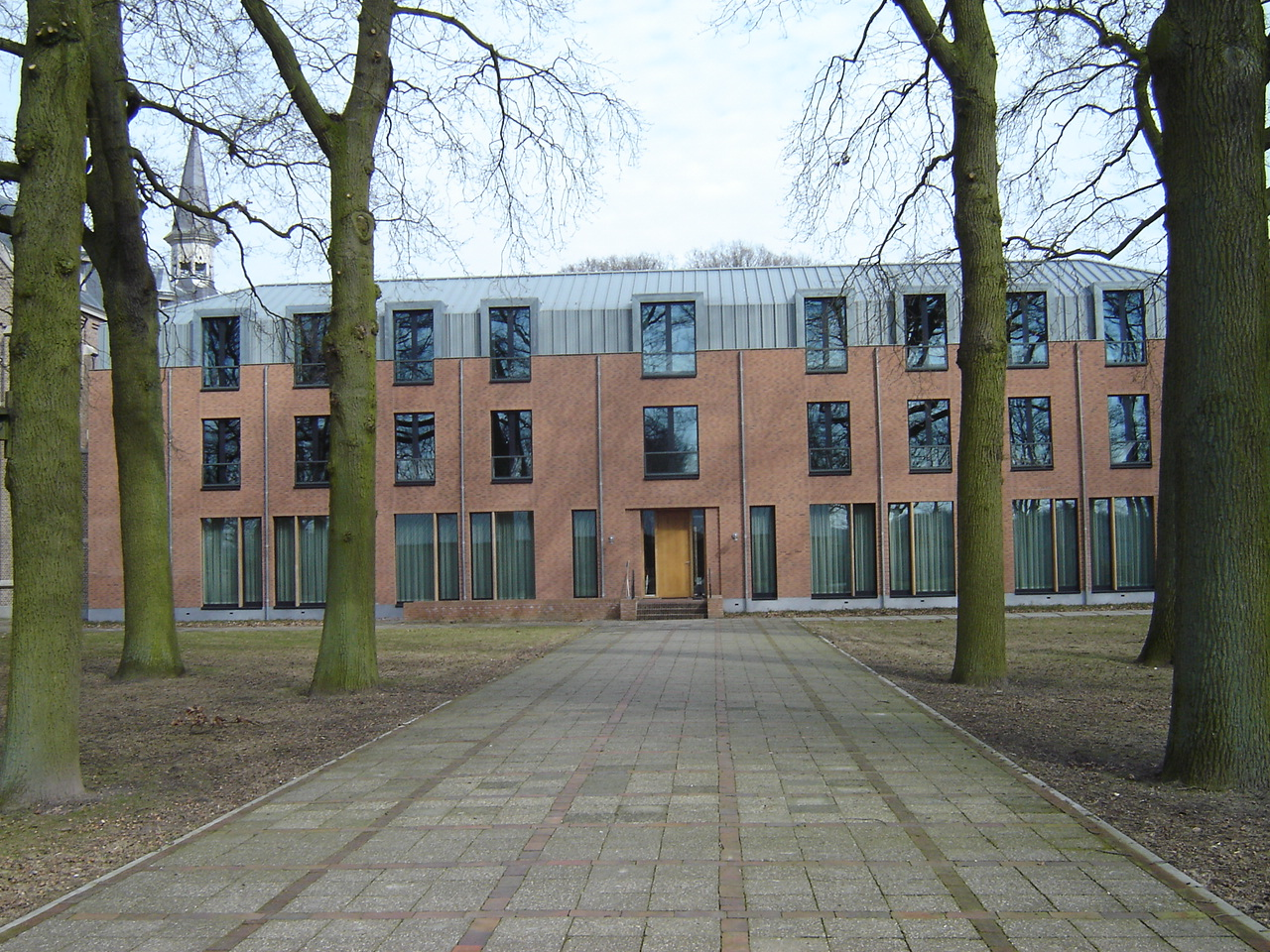
Aile moderne.

En mai 2025, le départ des moines de l'abbaye est annoncé pour septembre suivant, entrainant également la perte du label trappiste pour la bière.

## Prieurs et abbés
- Nivardus Muis (1900–1902 et 1906–1942[4]), élu premier abbé en 1938
- Bernardus Oomens (1902–1906)
- Alfonsus van Kalken (1943–1958)
- Emmanuel Schuurmans (1958–1966)
- Hieronymus Witkam (1967–2001)
- Wiro Fagel (2001–2007)
- Daniel Hombergen (2007–)